# Mormodes sanguineoclaustra
Mormodes sanguineoclaustra är en orkidéart som beskrevs av Jack Archie Fowlie. Mormodes sanguineoclaustra ingår i släktet Mormodes och familjen orkidéer. Inga underarter finns listade i Catalogue of Life.